# Karin Prien
Karin Prien (Amsterdam, 26 juni 1965), meisjesnaam Kraus, is een Duits politica van de CDU en is sinds 28 juni 2017 minister van Onderwijs van de deelstaat Sleeswijk-Holstein in de kabinetten Günther I en II. In 2022 was ze ook voorzitter van de ministerraad voor onderwijs en culturele zaken en sinds januari 2022 is ze een van de vijf plaatsvervangende bondsvoorzitters van de CDU.

## Leven
Karin Prien groeide op in Nederland, waar haar grootouders van moederskant waren gevlucht voor het opkomende nationaalsocialisme in Duitsland aan het begin van de jaren dertig. Ze is de achter-achter-achterkleindochter van de Joodse Düsseldorfse koopman Salomon Hartoch. De familie verhuisde later met haar naar Neuwied. Ze beschouwt zichzelf als Joods, maar niet religieus. Ze is woordvoerder van het Joodse Forum van de CDU.
Nadat ze in 1984 was afgestudeerd aan het Rhein-Wied-Gymnasium in Neuwied (Rijnland-Palts), studeerde Prien rechten en politieke wetenschappen in Bonn. Van 1986 tot 1989 was ze student-assistente van Friedbert Pflüger (CDU), de perswoordvoerder van de toenmalige bondspresident Richard von Weizsäcker (CDU). Na haar eerste staatsexamen in 1989 voltooide ze in 1991 een postdoctorale opleiding in Amsterdam en vervolgens in 1994 (na haar juridische stage van 1991 tot 1994) haar tweede staatsexamen in Celle. Sinds 1994 is ze zelfstandig advocaat in Hannover, Leipzig en Hamburg, gespecialiseerd in handels- en insolventierecht. Sinds 2008 is ze gespecialiseerd in handels- en ondernemingsrecht en sinds 2011 is ze ook mediator.
Prien is getrouwd met advocaat Jochen Prien en heeft drie kinderen.

## Politieke loopbaan

### Partij
Karin Prien werd in 1981 lid van de CDU. Van 2004 tot april 2012 was ze plaatsvervangend CDU-voorzitter in Blankenese, plaatsvervangend districtsvoorzitter van de districtsvereniging Altona-Elbvororte sinds 2006 en lid van het CDU-staatsbestuur sinds 2010. Prien is sinds 21 januari 2014 lokaal voorzitter van de CDU Blankenese, een functie die ze na haar verhuizing naar Sleeswijk-Holstein heeft overgedragen aan Johann Riekers. Zij is ook voorzitter van het Joods Forum van de CDU. Sinds 17 november 2018 is ze een van de vier plaatsvervangende voorzitters van de CDU in Sleeswijk-Holstein, als opvolger van Sabine Sütterlin-Waack, de deelstaatminister van Justitie, die zich niet opnieuw kandidaat heeft gesteld. Ze was een van de medeoprichters van de 'Union der Mitte' in München, die wordt beschouwd als de tegenhanger van de rechts-conservatieve vereniging 'Werteunion'. In september 2019 zegde ze haar lidmaatschap van de Union der Mitte op, omdat ze de vorming van een vleugel binnen de CDU wilde voorkomen. Op het CDU-partijcongres van 2021 werd ze gekozen in het CDU-bondsbestuur.
Op 3 september 2021 benoemde Armin Laschet Prien in zijn achtkoppige 'Toekomstteam' voor de kanseliersverkiezingen van 2021 in de Bondsdag, waar ze de thema's onderwijs en sociale verbondenheid vertegenwoordigde.
Nadat de CDU de federale verkiezingen van 2021 had verloren en Armin Laschet had aangekondigd dat hij zou aftreden als partijleider, riep Prien de CDU top op te komen tot een quota voor vrouwen. Op het partijcongres van 22 januari 2022 werd ze gekozen tot een van de vijf plaatsvervangende voorzitters van de CDU.

### Lid van het Deelstaat, Parlement (2011–2017)
Als CDU-kandidaat in haar kiesdistrict Blankenese werd ze bij de parlementsverkiezingen in Hamburg in 2011 voor het eerst in het parlement van de deelstaat Hamburg gekozen. Ze was woordvoerder van de CDU-fractie voor onderwijsbeleid en lid van het uitvoerend comité van de fractie.
Bij de parlementsverkiezingen van 2015 won ze opnieuw een rechtstreeks mandaat in het Blankenese kiesdistrict met 11,5 procent van de stemmen. In het parlement was ze lid van de begrotingscommissie, de grondwet- en districtscommissie, de schoolcommissie en de commissie voor sociale zaken, arbeid en integratie. Ze was plaatsvervangend fractievoorzitter en woordvoerder van de CDU voor scholen en de grondwet. Vanwege haar overstap naar de deelstaatregering van Sleeswijk-Holstein verliet ze het parlement in juni 2017; Wolfhard Ploog nam haar parlementaire mandaat over.

### Minister van Onderwijs in Sleeswijk-Holstein (sinds 2017)
Na de vorming van een Jamaica-coalitie tussen de CDU, FDP en Groenen na de deelstaatverkiezingen in Sleeswijk-Holstein in 2017 werd Prien op 28 juni 2017 in het kabinet-Günther I benoemd tot minister van Onderwijs, Wetenschap en Cultuur van de deelstaat Sleeswijk-Holstein.
Op 24 maart 2020 riep ze op om de eindexamens in Sleeswijk-Holstein te schrappen vanwege de COVID-19-pandemie in Duitsland, maar haar voorstel werd verworpen door de Conferentie van ministers van Onderwijs. In februari 2022 publiceerde zij een relativerende verklaring op Twitter over de dood van kinderen tijdens de pandemie, wat leidde tot een groot aantal boze reacties en oproepen tot haar aftreden op sociale netwerken.
In een decreet van september 2021 wees het ministerie van Onderwijs erop dat vormen van gender inclusief taalgebruik (bijv. gendersterretje of onderstreping) geen deel uitmaakten van de regels voor het leren van de Duitse spelling. De Groenen, als coalitiepartners, reageerden verontwaardigd. Prien rechtvaardigde haar actie door te zeggen dat ze moest reageren op onzekerheid op scholen. Ze verwerpt 'genderisering'.
Nadat Hans-Georg Maaßen op 31 december 2021 een video met valse informatie over de COVID-19-pandemie had gedeeld, riep Prien op om hem uit de CDU te zetten.

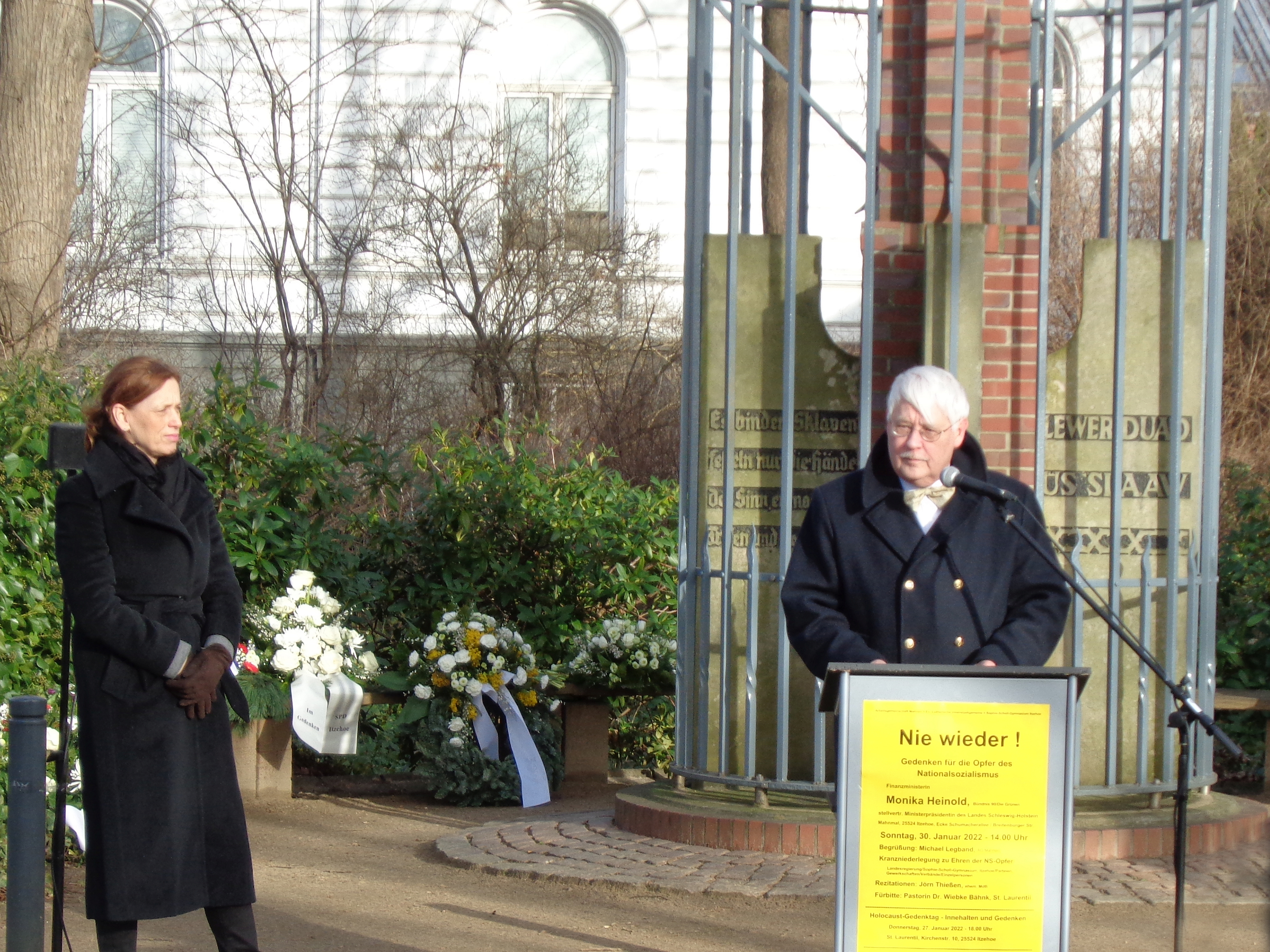
Karin Prien (links) bij een herdenkingsbijeenkomst in januari 2022

Op voorstel van de CDU-parlementsfractie in het deelstaatparlement nam Prien als afgevaardigde deel aan de 17e Bondsvergadering voor de verkiezing van de bondspresident in 2022.
Prien werd bij de deelstaatverkiezingen van 2022 in Sleeswijk-Holstein voor het eerst in het deelstaatparlement gekozen in het kiesdistrict Pinneberg. Sinds 29 juni 2022 is ze minister van Algemeen en Beroepsonderwijs, Wetenschap, Onderzoek en Cultuur in het kabinet Günther II.
In oktober 2021 verklaarde de CDU-politica zich solidair met Gil Ofarim. De zanger beschuldigde destijds een hotelmedewerker ervan hem te hebben beledigd vanwege zijn Davidsster-ketting. Prien schreef toen op Twitter "Ongelooflijk dat zoiets in Duitsland gebeurt" en riep op tot ontslag van de medewerker. Nadat de zanger in 2023 voor de rechtbank had toegegeven dat hij had gelogen, bood Karin Prien publiekelijk haar excuses aan.
Prien zei dat sommige opmerkingen tijdens de prijsuitreiking van de Berlinale 2024 'zeker antisemitisch' waren: "Iedereen die de hele staat Israël, die een democratische staat is, als een apartheidsstaat afschildert, doet een antisemitische uitspraak." Ze nuanceerde haar kritiek niet, zelfs niet toen ze erop werd gewezen dat de enige persoon die de term 'apartheid' die avond had gebruikt – Yuval Abraham – een Joodse Israëlische filmmaker was, maar antwoordde: "Als een dergelijke woordenschat wordt gebruikt door een Israëlische Jood, maakt dat de dingen er niet beter op."
Onder Prien schrapte het ministerie van Onderwijs lessen op gemeenschapsscholen en gymnasia om het budget te consolideren. In totaal werden zes lessen per week geschrapt voor alle zes jaargroepen op openbare scholen en vier lessen op gymnasia.

### Minister van Onderwijs
In het kabinet van Bondskanselier Friedrich Merz werd Prien benoemd tot minister van Onderwijs. Ze was sinds de Tweede Wereldoorlog de eerste Joodse minister in de nationale regering van Duitsland.